# 佐文切多
佐文切多（義大利語：Zovencedo），是意大利威尼托大区维琴察省的一个市镇。总面积9平方公里，人口816人，人口密度90.7人/平方公里（2009年）。国家统计（ISTAT）代码为024121。